# Dub Franciszek
Dub Franciszek, nebo Dub František a polsky Dąb Franciszek, je památný strom - dub letní (Quercus robur), který roste v městském parku Park zamkowy w Żywcu (hradní park Żywiec) ve čtvrti Śródmieście města Żywiec v okrese Żywiec v jižním Polsku. Geograficky se také nachází v kotlině/pánvi Kotlina Żywiecka ve Slezském vojvodství.

## Další informace
Dub Franciszek nese název podle bývalého majitele místního hradu, kterým byl hrabě Franciszek Wielopolski. Stáří stromu k roku 2023 je odhadováno na 380 let a je to nejstarší dub města Żywiec a nejstarší strom v parku. Strom je poškozen hnilobou, má dutý kmen a je ošetřen a z bezpečnostních důvodů také zkrácen ořezem. Pod stromem je umístěn pamětní kámen deskou a popisem stromu.

## Galerie

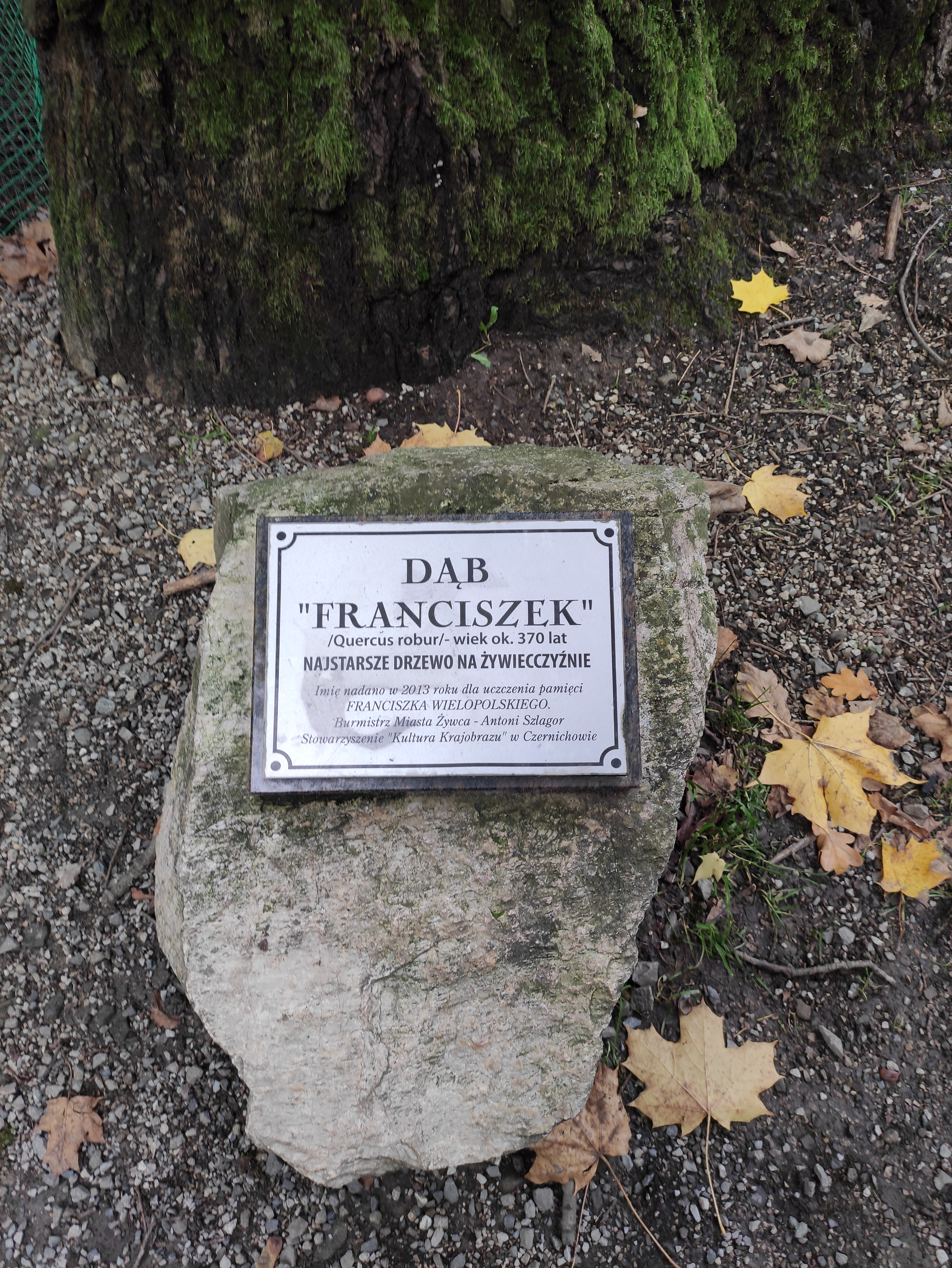
Pamětní kámen u dubu